# Filoteo di Alessandria (calcedoniano)
Papa Filoteo o Teofilo (... – 1459), è stato papa e patriarca greco-ortodosso di Alessandria e di tutta l'Africa tra il 1435 e il 1459.
Rigettò l'unione tra Chiese del Concilio di Firenze del 1439 e partecipò nel sinodo di Gerusalemme del 1443 che condannò la comunione con la Chiesa latina come falsa e invalida.